# جورج بیتمن
جورج بیتمن (انگلیسی: George Bateman؛ 1865 – ۱۹۵۳ (۸۷−۸۸ سال)) بازیکن فوتبال اهل بریتانیا بود.
از باشگاه‌هایی که در آن بازی کرده‌است می‌توان به باشگاه فوتبال استوک سیتی، باشگاه فوتبال نورتویچ ویکتوریا، و باشگاه فوتبال پورت ویل اشاره کرد.